# Secret Invasion
Secret Invasion è un crossover a fumetti pubblicato tra l'aprile e il novembre 2008 dalla Marvel Comics negli Stati Uniti d'America, edito in italiano da Panini Comics nel 2009. Si concentra sull'invasione della Terra da parte degli Skrull, una delle razze aliene dell'universo Marvel. Come Civil War e World War Hulk, alla miniserie che narra gli eventi portanti si affiancano varie altre miniserie, alcuni albi singoli e storie ufficialmente legate al crossover ma facenti parte di serie regolari, i cosiddetti tie-in.

## Trama
(Slogan di Secret Invasion)

### Infiltration
Infiltration è il preludio di Secret Invasion, che coinvolge il gruppo degli Illuminati e le squadre dei Vendicatori.
Durante una missione in Giappone, i Nuovi Vendicatori scoprono che Elektra è in realtà uno Skrull. Iniziano così a sospettare un'infiltrazione aliena su vasta scala: Tony Stark, direttore dello S.H.I.E.L.D., è sospettato di essere uno di questi alieni infiltrati, ma la Donna Ragno decide di portargli ugualmente il cadavere dello Skrull. Stark invita quindi la Donna Ragno ad unirsi al gruppo dei Potenti Vendicatori, di cui ha la supervisione, e inizia a fare congetture sul fatto che anche in questo gruppo vi possa essere un alieno mandato allo scopo di ucciderlo. Viene a crearsi, di conseguenza, un'atmosfera di sospetto e paranoia.
Stark porta il cadavere Skrull al cospetto degli altri Illuminati per un consulto e il gruppo raggiunge la conclusione che i nuovi Skrull riescono a celarsi sia alla telepatia di Charles Xavier che ai rilevatori di Iron Man. La spiegazione fornita è che anni prima, quando il gruppo venne rapito nel corso della loro prima missione, gli alieni abbiano preso da loro le informazioni necessarie grazie alle quali oggi sono in grado di rendersi indistinguibili, tant'è che persino tra di loro vi è un infiltrato: si tratta del re Freccia Nera che si rivela essere una spia Skrull, sebbene non si sappia con precisione quando sia avvenuta la sostituzione. Lo Skrull viene ucciso da Namor, così come altri due che sopraggiungono sulla scena del combattimento, eliminati da Iron Man. In seguito, però, gli Illuminati si dividono perché nessuno si fida più degli altri.
Il Dottor Strange riunisce i Nuovi Vendicatori e lancia su di loro un incantesimo per rivelare se fra di loro c'era uno Skrull. Nessuno dei Nuovi Vendicatori si rivela uno Skrull e così si ristabilisce la fiducia.
Poco dopo Iron Man rivela ad un Agente S.H.I.E.L.D. che crede che Ms.Marvel sia uno skrull.
Intanto dopo Civil War è ritornato il primo Capitan Marvel, il motivo sembra essere un'anomalia nello spazio-tempo che l'ha trasportato nella nostra epoca, e gli viene fatta l'offerta da parte di Iron Man di entrare nei Potenti Vendicatori, ma in seguito vengono attaccati da soldati Kree che si scoprono essere Skrull infiltrati. Sempre nello stesso periodo si trova un altro cadavere Skrull tra i componenti di una setta segreta devota a Capitan Marvel.
Successivamente si scopre che Capitan Marvel è uno Skrull a cui è stata tolta la memoria e non si ricorda di essere infiltrato e si sarebbe risvegliato con un dipinto. A causa di un problema, lo Skrull non si ricorda di essere infiltrato ed è convinto di essere il vero Capitan Marvel.

### Secret Invasion 1
L'Invasione è iniziata! Viene scoperto che dopo che gli Illuminati hanno fatto visita all'Impero Skrull e sono stati imprigionati e studiati, gli scienziati Skrull hanno scoperto il modo di mutarsi in forma umana senza essere scoperti. A questo punto, anni dopo, l'Imperatrice Skrull Veranke decide di far partire l'invasione al pianeta Terra, ritenuto dagli Skrull la loro Terra Promessa, dopo aver sostituito Elektra con ottimi risultati, Veranke sostituisce la Donna Ragno e così parte l'Infiltrazione tra i superumani.
Tornando ai giorni nostri, il vice di Nick Fury "Dum Dum" Dugan si incontra con l'agente S.H.I.E.L.D. Valentina De La Fontaine, ma questa si scopre essere una trappola dato che l'agente non è altro che uno Skrull che ucciso Dugan, prende il suo posto in modo da infiltrarsi nella base segreta S.W.O.R.D. dove ha il comando l'Agente Brand.
A New York, Iron Man ha la notizia che una nave Skrull sta precipitando sulla Terra e informa la Donna Ragno di radunare i Potenti Vendicatori e andare nella Terra Selvaggia.
La Donna Ragno però, decide di informare anche Luke Cage e i Vendicatori Segreti, cosicché tutti e due i gruppi si ritrovano nella Terra Selvaggia.
A un certo punto, Edwin Jarvis, il maggiordomo della Stark Tower (altro non è che uno Skrull), rimasto da solo, inserisce un Virus Alieno nel computer principale della Stark Tower così da mandare in corto circuito l'armatura di Iron Man.
Nello stesso momento uno Skrull, trasformato nella Donna invisibile (nel frattempo a Vancouver), distrugge il Baxter Building cercando di aprire un varco nella Zona Negativa, mentre Reed Richards e Hank Pym stanno facendo l'autopsia al corpo dell'Elektra-Skrull per scoprire come fanno gli Skrull a non farsi riconoscere tra gli umani, ma quando Richards riesce a trovare una soluzione, lo Skrull-Hank Pym gli spara.
Nella Terra Selvaggia, escono dalla nave Skrull molte copie di Supereroi, in versione anni settanta, così da creare molta confusione tra gli eroi veri.
Intanto si scopre che Nick Fury si trova in Messico e ha scoperto da tempo dell'invasione e sta cercando rimedi per neutralizzarla, chiedendo aiuto anche alla Donna Ragno che successivamente si scopre essere la regina Skrull Veranke.

### Secret Invasion 2
Nella Terra Selvaggia gli eroi usciti dalla nave affermano di essere stati rapiti dagli skrull e che sono riusciti a scappare finalmente. Naturalmente dall'altra parte i due gruppi di Vendicatori non gli credono e così la discussione sfocia in una battaglia interrotta solo da un dinosauro che disperde gli eroi.
Ronin (alias Clint Barton) ruba all'Occhio di Falco uscito dalla navicella skrull arco e frecce e si apposta tra le piante cercando di colpire i presunti skrull, quando il Capitan America uscito dalla nave schiva la freccia, Clint comincia a pensare
che potrebbe essere veramente lui.
Intanto Ms.Marvel porta Iron Man in un luogo sicuro e poi va a radunare i membri dell'Iniziativa per attuare un contrattacco.
Wolverine e Luke Cage trovano il corpo dell'Uomo Ragno uscito dalla navicella e scoprono che era uno skrull, e vedono anche Mimo (uscita dalla navicella) che tiene per mano il cadavere dell'Occhio di Falco-skrull.
Quando Wolverine si getta all'attacco, viene fermato da Ronin che fa a Mimo (Barbara Morse) una domanda che solo loro due sapevano, a questo punto Clint si fida di lei, ma Wolverine è ancora un po' dubbioso. Inoltre Mimo dice che il Capitan America uscito dalla nave deve essere sicuramente lui visto che li ha riportati indietro.
Intanto l'Uomo Ragno, incontra sempre nella Terra Selvaggia Ka-Zar e Shanna che gli dicono che tempo fa un gruppo di agenti S.H.I.E.L.D. avevano invaso la Terra Selvaggia salvo poi scoprire che erano Skrull, ma l'Uomo Ragno ha ancora dei dubbi, la discussione viene interrotta da Capitan America che attacca Ka-Zar.
Intanto a New York sbarca una nave piena di Super-Skrull.
Ci viene mostrato inoltre che Nick Fury, per rispondere all'Invasione raduna un gruppo di ragazzi con poteri speciali, parenti di altri grandi supereroi.

### Secret Invasion 3
Il terzo capitolo inizia con l'elivelivolo S.H.I.E.L.D precipitato nel triangolo delle Bermude, a causa del virus Skrull.
Maria Hill si trova davanti allo Skrull-Jarvis che gli ordina la loro resa incondizionata.
A Camp Hammond, il campo di addestramento per tutti i nuovi eroi registrati nell'Iniziativa, l'Hank Pym-Skrull avverte le reclute che gli Skrull hanno attaccato New York.
Intanto nella Terra Selvaggia i diversi eroi vengono dispersi e la Donna Ragno, che si rivela essere la regina Skrull Veranke, dopo aver messo fuori gioco Echo raggiunge il luogo in cui Iron Man sta tentando di ricostruire la sua armatura.
La regina si complimenterà con Tony rivelandogli che in realtà lui è uno Skrull.
E lo skrull-visione riesce a mettere in fuga Sentry facendogli credere che questo sia tutto opera sua.
Nel frattempo a New York, i Giovani Vendicatori tentano di fermare le armate di Super-Skrull. Hulkling, essendo per metà Skrull, tenta di comunicare con loro, ma viene messo fuori gioco come anche la nuova Visione (gravemente danneggiato, ma non distrutto) e le reclute dell'Iniziativa arrivate in aiuto a Times Square.
La potenza di attacco dei Super-Skrull è nettamente superiore e tutto sembra perduto, fino a quando uno dei loro soldati viene ucciso da Nick Fury e i suoi Commandos arrivati sul posto per ribaltare le sorti della battaglia.
Intanto ci viene mostrato il momento della sostituzione della Donna Ragno, avvenuto prima ancora della formazione dei nuovi vendicatori.

### Secret Invasion 4
Reed Richards è stato fatto prigioniero dagli skrull, Ms.Marvel corre a New York, ma viene colpita da Fury che crede sia uno skrull.
La Vedova Nera nella Terra Selvaggia mette in fuga Veranke e salva Tony, mentre l'Agente Brand riesce a penetrare nella nave madre skrull.
Spider-Man e Ka-Zar scoprono che il Capitan America uscito dall'astronave è uno skrull e ci viene mostrato il processo di mutazione che usano gli skrull.
Si scopre che Henry Pym è stato sostituito poco dopo lo scioglimento dei Vendicatori e che lo skrull che lo ha sostituito si chiama Criti-Noll.
A New York, Hood e i suoi decidono di attaccare gli skrull; nel frattempo fanno la loro comparsa in battaglia anche Thor e Capitan America (James "Bucky" Barnes).

### Secret Invasion 5
Capitan Marvel viene messo in fuga da Osborn, e si dirige verso la nave madre skrull facendola esplodere, l'agente Brand libera Mr.Fantastic e lo porta alla Terra Selvaggia dove grazie ad un dispositivo gli skrull assumono la loro forma aliena, Clint rimane sconvolto quando vede che Mimo, sua moglie, che era uscita dall'astronave, è uno skrull.
I due gruppi di Vendicatori allora si uniscono e si dirigono a New York per prendere parte alla battaglia.
Intanto Maria Hill aveva dato retta a Nick Fury e ha usato un Life Model Decoy che si trovava faccia a faccia con lo Skrull-Jarvis, mentre lei guardava la scena da una postazione sicura, dopo che il robot è andato distrutto, Hill fa esplodere l'eliveivolo con tutti gli skrull dentro.
Ci viene mostrato il momento della sostituzione di Elektra, la prima infiltrata, e il più grande segreto degli Illuminati viene scoperto...

### Secret Invasion 6
Lo Skrull-Mar-Vell, dopo aver abbattuto da solo un'astronave nemica, incontra il soldato Kree Noh-Varr avvertendolo dell'invasione Skrull ordinandogli di impedire l'invasione a tutti i costi, subito prima di morire e riassumere la sua forma aliena.
In tutto il mondo viene inviato un messaggio dagli invasori che comunica l'annessione della Terra all'Impero Skrull, spiegando che non sarà fatto del male a nessuno che non si ribelli.
Intanto a Camp Hammond la regina Skrull Veranke si riunisce alla sua armata e parlando con lo Skrull-Pym rivela che hanno ancora un'ultima risorsa segreta in Janet van Dyne.
Nel frattempo, in un'astronave rubata agli Skrull, i Vendicatori, l'agente Brand e Mr.Fantastic si stanno organizzando per lanciare il controattacco agli invasori, ma quando arrivano a New York si trovano di fronte uno scenario desolante.
Il cielo della città è pieno di astronavi aliene, molti palazzi sono distrutti, tra cui la Stark Tower e il Baxter Bulding; ci sono continui scontri tra i Super-Skrull e la squadra formata dai Commandos di Nick Fury e dai Giovani Vendicatori.
A Central Park, Thor sta preparando il campo di battaglia, attirando l'attenzione degli alieni e dei supereroi, compreso Capitan America.
Le due fazioni si trovano una di fronte all'altra: i Vendicatori, i Commandos e i Thunderbolts contro l'intera armata Skrull, guidata dalla regina Veranke e dallo Skrull-Pym.
Parte quindi lo scontro finale.

### Secret Invasion 7
La guerra imperversa e un folto gruppo comprendente eroi registrati, eroi non registrati e per la prima volta anche supercriminali, cercano di opporre un'ultima resistenza agli skrull.
Iron Man è costretto ad abbandonare il campo di battaglia a causa della sua armatura fortemente danneggiata e Uatu, l'osservatore, si presenta a Central Park.
Jessica Jones affida sua figlia Danielle allo Skrull-Jarvis per unirsi alla battaglia; anche Noh-Varr si unisce agli eroi, in nome di Capitan Mar-Vell, indossando le repliche delle Nega-Bande create dagli Skrull.
Occhio di Falco dei Giovani Vendicatori viene ferita alle mani e portata in salvo dalla Visione; Clint Barton riprende quindi il suo vecchio arco e fa strage di Skrull, tra cui la regina Veranke, che riceve una frecciata nella mascella.
Criti Noll, guerriero Skrull aka Hank Pym, fa scattare un congegno che aumenta le dimensioni di Wasp, la quale genera uno strano campo di energia che avvolge tutti gli eroi.
L'arma finale degli Skrull è stata attivata.

### Secret Invasion 8
Quando sembra inevitabile la sconfitta, Thor è costretto a eliminare Wasp prima che l'arma biologica skrull agisca sul pianeta.
Ormai sconfitta, Veranke avanza moribonda quando, ripreso dalle telecamere, è Norman Osborn (Goblin) ad infliggerle il colpo di grazia. In seguito tutti gli eroi in grado di volare assaltano le forze skrull in ritirata verso lo spazio, decimandole. Una di queste astronavi cade nel bel mezzo di Central Park, ed è in essa dove erano tenuti segregati coloro i quali erano stati sostituiti dagli skrull, ovvero la Donna Ragno, Henry Pym, Elektra, la Donna invisibile, Dugan, Val de la Fontaine, diversi agenti S.H.I.E.L.D. e HYDRA, Jarvis e off-panel anche Fratello Voodoo e i vari supereroi facenti parte delle varie squadre nominate dall'Iniziativa per gli States (Thor Girl, Frog Man, Revolutionary, Equinox, Sharon Ventura, Razorback e Skyhawk).
Alla vista di Jarvis, Jessica Jones si precipita urlando verso la Torre dei Vendicatori, dove aveva lasciato la figlia alle cure dello stesso maggiordomo, trattatosi a sua insaputa di una skrull.
Terminata così la battaglia, Stark, riconosciuto come colpevole dell'invasione, viene ufficialmente destituito dall'incarico di direttore dello S.H.I.E.L.D., organizzazione defunta come l'Iniziativa dei 50 Stati e gli stessi Vendicatori, mentre Osborn, divenuto un "eroe" dopo l'uccisione della regina skrull Veranke, prende pieno potere dopo l'onorificenza ricevuta dal presidente. Ma questo dà inizio al "Dark Reign"...

## Agenti Skrull rivelati
- Elektra in Thor e i Nuovi Vendicatori 109
- Freccia Nera in Thor e i Nuovi Vendicatori 112
- Uomo Cobalto in Fantastici Quattro 292
- Cyclone (Andrè Gerard) su Fantastici Quattro 293
- Capitan Marvel (Mar-Vell) in Fantastici Quattro 293
- Edwin Jarvis in Marvel Miniserie 93, Secret Invasion 1
- Hank Pym (Calabrone) in Marvel Miniserie 93, Secret Invasion 1
- Valentina De La Fontaine (poi lo Skrull prende la forma di Dum Dum Dugan dopo averlo ucciso) in Marvel Miniserie 93, Secret Invasion 1
- Jessica Drew in Thor e i Nuovi Vendicatori 119
- Magnitude in Vendicatori-L'Iniziativa, Marvel Mega 49

## Viral marketing
Analogamente a quanto sperimentato con successo per altri prodotti d'intrattenimento (come il film Il cavaliere oscuro) la Marvel ha promosso la miniserie e il crossover ad essa collegato con una campagna pubblicitaria virale realizzata attraverso spot in televisione, un sito internet dedicato alla presentazione della razza Skrull come se fosse reale e davvero stesse tentando di impadronirsi del pianeta e diverse altre iniziative sempre diffuse tramite il web.

## Edizione in lingua italiana
L'edizione in lingua italiana del crossover è a cura di Panini Comics. La miniserie che gli dà il titolo è stata pubblicata nella collana Marvel Miniserie, mentre i vari tie-in sono stati pubblicati sulle testate Thor & i Nuovi Vendicatori e Iron Man & i Potenti Vendicatori.

## Altri media
Il produttore Kevin Feige ha confermato che, all'interno del Marvel Cinematic Universe, la miniserie televisiva Secret Invasion sarà parzialmente basata sull'invasione segreta.